# Conthey (gemeente)
Conthey is een gemeente en plaats in het Zwitserse kanton Wallis, en maakt deel uit van het district Conthey.
Conthey telt 8.195 inwoners.

## Geschiedenis
In de Middeleeuwen behoorde Conthey tot het hertogdom Savoye.

Tot 1880 maakte Vétroz deel uit van de gemeente Conthey.